# Mirco Maestri
Mirco Maestri (ur. 26 października 1991 w Guastalli) – włoski kolarz szosowy.

## Osiągnięcia
Opracowano na podstawie:

2017
- 1. miejsce w klasyfikacji górskiej Presidential Cycling Tour of Turkey

2018
- 1. miejsce w International Tour of Rhodes
  - 1. miejsce na 1. etapie

2019
- 1. miejsce w klasyfikacji punktowej Tirreno-Adriático
- 1. miejsce na 2. etapie Tour of China I

2021
- 1. miejsce w GP Slovenian Istria
- 1. miejsce w GP Slovenia

2023
- 3. miejsce w Giro della Città Metropolitana di Reggio Calabria

## Rankingi
| Rok             | 2013 | 2014 | 2015 | 2016  | 2017  | 2018 | 2019 | 2020 | 2021 | 2022  | 2023 | 2024 |
| --------------- | ---- | ---- | ---- | ----- | ----- | ---- | ---- | ---- | ---- | ----- | ---- | ---- |
| World Ranking   |      |      |      | 1078. | 1852. | 748. | 939. | -    | 630. | 1924. | 332. | 458. |
| UCI Europe Tour | 939. | 824. | 876. | 1459. | 1402. | 515. | 677. | -    | 505. | 1238. | -    | -    |
| UCI Asia Tour   | -    | -    | -    | -     | -     | 523. |      |      |      |       |      |      |
|                 |      |      |      |       |       |      |      |      |      |       |      |      |
| Źródło: UCI     |      |      |      |       |       |      |      |      |      |       |      |      |